# Kostel svatého Zikmunda (Velká Hraštice)
Kostel sv. Zikmunda se nachází na kraji obce Velká Hraštice v okrese Příbram. Byl postaven gotickém slohu v roce 1360.. Současná podoba kostela pochází z 1. poloviny 19. století, kdy bylo pořízeno i nové vybavení kostela, které se dochovalo do současnosti. V současnosti je kostel svatého Zikmunda součástí farnosti Starý Knín, sídlící nedaleko odtud ve městě Nový Knín. Kostel je obklopen malým hřbitovem a obehnaný zdí.

## Historie kostela
Historie kostela svatého Zikmunda začala jeho dostavbou datující se do roku 1360. Do roku 1639, kdy během třicetileté války obec a faru vypálili Švédové, se jednalo o farní kostel.. Kvůli úpravám kostela v 1. polovině 19. století je kostel v současnosti slohově nevýrazný. Z tohoto období, patrně z roku 1833 pochází i hlavní oltář s vyobrazením svatého Zikmunda.
Dnes kostel obklopuje malý kostelní hřbitov a vysoká obvodová zeď.

## Bohoslužby
Bohoslužby se konají v kostele každou 1. sobotu v měsíci v 15:00 hodin..